# Parlamento de Cataluña (Segunda República Española)
El Parlamento de Cataluña (en catalán: Parlament de Catalunya) fue el órgano legislativo de la Generalidad de Cataluña durante la Segunda República Española, desde su apertura en 1932 hasta 1939, aunque llegó a estar suspendido entre octubre de 1934 y febrero de 1936.

## Características
De acuerdo con el artículo 14 del Estatuto de Nuria de 1932, el Parlamento era una de las tres instituciones básicas de la Generalidad de Cataluña, junto al Presidente y su Consejo Ejecutivo (Consell Executiu).
Los diputados tenían un mandato máximo de cinco años. Entre las competencias de la cámara se encontraba el nombramiento del presidente de la Generalidad y su destitución mediante moción de censura. La disolución de la cámara por parte del poder ejecutivo era complicada, porque fuera de los supuestos de agotamiento del mandato o de acuerdo interno de la propia cámara, la disolución pasaba por una moción popular convocada por el presidente de la Generalidad, estando obligado a dimitir este último si se renovaba la confianza mediante la moción.

## Historia
Los primeros y únicos comicios para elegir la composición de la cámara tuvieron lugar el 20 de noviembre de 1932. 
El Parlamento, que celebró su primera sesión el 6 de diciembre de 1932, tuvo a Lluís Companys como primer presidente, cargo que ocupó hasta el 20 de junio de 1933, cuando Joan Casanovas le reemplazó en el puesto.
Como consecuencia de la crisis insurreccional de 1934, con la proclamación del Estado Catalán, el órgano fue suspendido por el gobierno español, convirtiéndose la sede del parlamento en un cuartel. La suspensión de los órganos de la Generalidad duraría hasta febrero de 1936.
Durante la guerra civil, la actividad parlamentaria se redujo notoriamente; de un total de 259 sesiones sólo se celebraron 5 sesiones en dicho período. En octubre de 1938 Josep Irla sería elegido presidente de la cámara.
Tras el fin de la guerra civil las instituciones de la Generalidad continuaron existiendo formalmente en el exilio.

## Elecciones
Comicios
Sistema electoral
El sufragio era universal. Las elecciones de 1932 contaron con cinco circunscripciones electorales: Barcelona ciudad (24 diputados), Barcelona provincia (19 diputados), Gerona (14 diputados), Lérida (14 diputados) y Tarragona (14 diputados), haciendo un total de 85 diputados.